# Palacio Filek
El palacio Filek (en rumano: Palatul Filek) es un edificio de Sibiu, monument istoric y de la arquitectura, situado en la Piața Mare ("Plaza Grande") de Sibiu. 
El edificio fue construido en el año 1802, como lugar de residencia del gobernador del principado de Transilvania, que más tarde trasladaría su sede a Cluj. En el año 1872, el palacio fue comprado por el Obispado de la Iglesia Evangélica de Confesión Augustana de Transilvania, al trasladar la residencia del obispo de la Iglesia fortificada de Biertan a Sibiu (Hermannstadt).
Su código LMI es SB-II-m-A-12090.